# ミシェル・アラール
ミシェル・アラール（フランス語: Michèle Allard）は、フランス出身のフィギュアスケート選手（女子シングル・ペア）。パートナーはアラン・ジレッティ。1956年フランス選手権優勝。

## 主な戦績

### 女子シングル
| 大会/年        | 1954-55 | 1955-56 |
| -------------- | ------- | ------- |
| 欧州選手権     | 12      | 21      |
| フランス選手権 | 2       | 1       |

### ペア
| 大会/年        | 1955-56 |
| -------------- | ------- |
| フランス選手権 | 1       |